# Matthew Freud
Matthew Freud (2 novembre 1963) è un imprenditore e produttore cinematografico inglese, vincitore del Premio Oscar al miglior cortometraggio d'animazione.

## Biografia
Matthew Freud è figlio dell'attrice June Flewett e dello scrittore e politico britannico di origine tedesca Sir Clement Freud. Sua sorella è la giornalista Emma Freud, mentre suo bisnonno era Sigmund Freud. È il nipote del pittore Lucian Freud e della scrittrice Caroline Blackwoode suoi cugini sono la stilista Bella Freud e le scrittrici Susie Boyt ed Esther Freud. Ha frequentato la Westminster School. Nel 1985 ha fondato la Freud Communications. Freud fa parte, insieme alla sorella Emma e al cognato Richard Curtis, del consiglio di amministrazione di Comic Relief. Nel maggio 2005 ha acquisito con Piers Morgan la proprietà della Press Gazette e dei The Press Awards. Nel 2023, ha vinto assieme a Charlie Mackesy il Premio Oscar al miglior cortometraggio d'animazione per Il bambino, la talpa, la volpe e il cavallo.

## Vita privata
Freud si è sposato per la prima volta con Caroline Hutton dalla quale ebbe due figli, George Rupert e Jonah Henry. Hutton, sposò successivamente Charles Spencer, fratello di Diana. La sua seconda moglie è stata l'imprenditrice Elisabeth Murdoch, figlia di Rupert Murdoch, dalla quale ha avuto due figliQuando la coppia iniziò a frequentarsi, lei era incinta del secondo figlio dal suo primo marito, Elkin Pianim, figlio del magnate e politico ghanese Kwame Pianim. La coppia si è sposata il 18 agosto 2001 al Blenheim Palace. La coppia ha divorziato nel 2014. Freud è amico di diversi membri del Partito Conservatore, tra i quali George Osborne e il 75º primo ministro del Regno Unito David Cameron.

## Filmografia
- When I Die: Lessons from the Death Zone, regia di Adrian Steirn - cortometraggio (2012)
- Muscle Shoals - Dove nascono le leggende (Muscle Shoals), regia di Greg Camalier (2013)
- Independent Lens - serie TV, episodio 15x17 (2014)
- Il bambino, la talpa, la volpe e il cavallo (The Boy, the Mole, the Fox and the Horse), regia di Peter Baynton e Charlie Mackesy (2022)